# Pectinopygus bassani
Pectinopygus bassani är en insektsart som först beskrevs av O. Fabricius 1780.  Pectinopygus bassani ingår i släktet Pectinopygus och familjen fjäderlöss. Arten är reproducerande i Sverige. Inga underarter finns listade i Catalogue of Life.